# 南田裕介
南田 裕介（みなみだ ゆうすけ、1974年8月22日 - ）は、日本の芸能マネージャー。ホリプロ所属。奈良県大和郡山市出身。

## 来歴
大和郡山市（大和小泉）出身。奈良県北葛城郡王寺町畠田育ち。血液型はA型。王寺町立王寺南中学校、奈良県立北大和高等学校時代は吹奏楽部に所属。静岡大学人文学部社会学科日本史コース卒業後にホリプロ入社。2015年時点で、ホリプロアナウンス室担当マネージャー、2017年時点でスポーツ文化部チーフマネージャー。筋金入りの鉄道ファンとして知られ、ホリプロ社員でありながらテレビやラジオ、鉄道関連イベントに多数出演している。垣花正によると2024年春の時点で昇進し、アナウンス室単体よりもさらに規模の大きい担当範囲になっているとのこと。

## 人物
- ホリプロ入社動機は、佐藤仁美の大ファンだったから。佐藤のファンになる前は中山忍のファンで、原宿まで大垣夜行に乗って下敷きを買いに行ったことがある。また静岡大学在学中、鉄道の旅で蒲田駅のコインロッカーにあった小川範子の全面広告に一目惚れし、以来小川範子ファンでもあったという。
- ユンソナや、優香、豊岡真澄などの現場マネージャーを務め、その後アナウンス室担当となり宮崎瑠依、久野知美、天明麻衣子などのスケジュール管理を担当。
- 著名人を鉄道車両になぞらえると、豊岡は「タンゴディスカバリー」。そのココロは「コンパクトなところが似ている」。あびる優は「きりしま」、藤本綾は「スーパーひたち」、堀越のりは「183系電車」である。
- 鉄道漫画『鉄子の旅』では、第34・35旅、プラス第3旅で豊岡真澄と共に登場。
- 鉄道に無知だった豊岡に鉄道ファンの知識を教えた。
- 好きな鉄道事業者は近畿日本鉄道。好きな駅は大和西大寺駅。複数の路線の線路が平面交差するために、設置されているポイントの数が半端ではないのが好きと言う。
- 『NONFIX〜少女と鉄道〜』の総合監修を務めている。
- 2012年6月よりニコニコ動画で鉄音アワーTVでも一緒に出演する野月貴弘とともに東北地方太平洋沖地震（東日本大震災）で被災した三陸鉄道の非公式応援番組として定期番組『鉄音アワーNET』をスタートさせた。
- 地方私鉄は詳しくなく、秦佐和子に貴船口駅を語られた際は何も言えなかった。
- テレビ東京のドラマ『鉄オタ道子、2万キロ』では鉄道監修を務めるなどした。
- 大学2回生の頃より広島東洋カープのファンで、大野豊投手や佐々岡真司投手のモノマネを得意とする[4]。
- 国内旅行業務取扱管理者の資格を持つ[5]。

## 出演

### ラジオ番組
- 飛び出せ!イマドキッ（MBSラジオ、レギュラーコーナー「飛び出せ!イマイイ旅」担当、2011年7月9日 - 2014年5月）
- スギテツのGRAND NACK RAILROAD（NACK5、メインパーソナリティ杉浦哲郎と、久野知美がアシスタントを務める「つれづれTRAIN」のコーナーに不定期登場）

### テレビ番組
- タモリ倶楽部（テレビ朝日） - 当初はホリプロのタレントと一緒に出演していた。2004年頃から単独での出演が多くなったものの、ホリプロから「何でタレントでもないお前が一人で出ているんだ?」と注意され、それ以降豊岡真澄のマネージャー時代は必ず一緒に出演していた（別撮り含む）。しかし鉄道の話題では熱くなりすぎて、結果タレントより目立っていることでも注意された。「鉄道麻雀」など自身で考えた企画をよく持ち込んでいる。「タモリ電車クラブ」会員ナンバー004（ゴールド会員）。主に交通ネタの回に不定期出演。
- がっちりマンデー!!（TBS） - 2006年5月28日放送分の「儲かる鉄道ビジネス 徹底検証!」の回で、向谷実と森永卓郎とともにゲスト出演。南田と向谷の奥深いトークに加藤浩次と進藤晶子はひき気味だった。その後2007年4月15日放送分（『特急田中3号』番宣絡みで、主演の田中聖と共演）や2011年1月16日放送分（やはり鉄道ビジネスをテーマにした回で、加藤ローサと出演）に登場
- 激あま〜い（TBS）
- 芸恋リアル（日本テレビ、2006年8月21日放送分）[6]
- 溜池Now（GyaO） - 2006年10月30日配信「どっちの鉄ちゃんショー」に出演。
- 熱中時間 忙中"趣味"あり（NHK BS2他） - 2006年11月3日放送分の「熱中時間鉄分補給スペシャル!」に登場。向谷実も同番組に出演していた。
- 特急田中3号（TBS、2007年4月 - 6月） - 鉄道ネタの監修を務める一方、テツBとしてカメオ出演（第1話・第10話）。
- 学校へ行こう!MAX（TBS） - 『特急田中3号』の出演者らに大井川鐵道を案内した。2007年7月24日放送分ではバナナマン、夏帆らにわたらせ渓谷鐵道を案内した。
- 個人授業II（TBS）
- ナイナイサイズ!（日本テレビ、2007年6月9日放送分）- 豊岡真澄とともに長野電鉄とその沿線を矢部浩之に案内した。
- 拝啓!!鉄道人（テレ朝チャンネル、2007年10月14日 - 2012年12月）番組開始時は豊岡、その後は森田涼花とともに同番組の司会を務めた。
- ジャンプ!○○中90分スペシャル（フジテレビ、2008年1月9日）
- 芸能界鉄道研究会 鉄研（中京テレビ）
- アナアナ商会（中京テレビ）
- はなまるマーケット（TBS、2009年5月1日） - 雨宮朋絵とともに都電荒川線沿線スポットを案内。
- 鉄音アワーTV（鉄道チャンネル、2011年8月19日 - ）
- 東京スカイツリータウン MXご自慢ライブ（TOKYO MX、2013年3月10日）
- 笑神様は突然に… - チーム鉄道BIG4（日本テレビ）
- NMBとまなぶくん（関西テレビ、2013年8月15日）
- セキララ☆新発見 ものしりティーチャー（関西テレビ、2013年11月4日）
- キングコングのあるコトないコト（メ～テレ、2013年11月14日）
- そこまで言って委員会NP（読売テレビ、2015年4月5日）
- 5時に夢中!（TOKYO MX、2015年6月8日） - 天明麻衣子のマネージャーとして紹介される。
- 鉄道発見伝 鉄兄ちゃん藤田大介アナが行く!（日テレプラス、不定期ゲスト、＃24よりレギュラー）
- 鉄男の旅スペシャル（テレ朝チャンネル、2016年4月5日）
- アメトーーク（テレビ朝日）鉄道大好き芸人[7][8]
- 鉄道伝説スペシャル（BSフジ）
  - 消えゆく時代を彩った鉄道たち 2017春（2017年5月7日）
  - さようなら 時代を彩った鉄道たち 2018春（2018年3月11日）
  - 海外で第二の人生を送る日本の名車両（2018年10月14日）
  - -平成から新時代へ-引退と誕生2019（2019年4月14日）
  - 決定!歴史を駆け抜けた日本の鉄道車両ベスト30（2019年10月13日）[9]
  - 時代を走る鉄道たち2020春（2020年4月26日）[10]
- 開運!鉄道さんぽ旅（テレビ東京、2018年4月30日）
- STU48瀧野由美子の『恋する青春48きっぷ』～0系からリニアまで！新幹線全制覇プロジェクト～（2018年10月14日、テレ朝チャンネル）[11]
- 中川家礼二の美食鉄道（2019年1月5日、TOKYO MX）
- 鉄オタ選手権・阪急電鉄の陣（2019年2月22日、NHK) - 久野知美と出演。
- ウマテツ！~競馬と鉄道~（2019年11月7日、11月27日、KBS京都、BS11、サンテレビ、三重テレビ）
- ミッドナイト★トレ活 (2021年4月22日 -、BSフジ) - MC[12]
- 友近・礼二の妄想トレイン（BS日テレ） - 不定期ゲスト

### 映画
- RAILWAYS 49歳で電車の運転士になった男の物語（2010年5月29日公開、松竹）京王電鉄の教習所の教官

### 配信映画
- 新幹線大爆破（2025年4月23日公開、Netflix）ワイドショーのコメンテーター

### イベント
- 「おとどけいきゅうプラス」横浜港大さん橋店（2017年4月1日）1日店長、および、トークショー[13]

### その他
- リーガルV〜元弁護士・小鳥遊翔子〜（2018年10月11日 - 12月13日）- 鉄道監修[14]

## 書籍

### 著書
- 『ホリプロ鉄道オタクマネージャーの鉄ちゃん』（2008年3月19日、ゴマブックス）ISBN 9784777109074
- 『ホリプロ南田の鉄道たずねて三千里』（2015年9月4日、主婦と生活社）ISBN 978-4-391-14678-3
- 『南田裕介の鉄道ミステリー 謎を求めて日本全国乗り鉄の旅』（2020年9月14日、天夢人/山と渓谷社）ISBN 9784635822039
- 『貨物列車マニアックス アイアムア貨物ボーイ！』（2023年11月20日、カンゼン）ISBN 9784862556950

### 監修
- 『鉄道とファン大研究読本 私たち車両限界、超えました』（著者:久野知美、監修:南田裕介）（2018年10月15日、カンゼン）ISBN 9784862554819 - 担当の久野知美初の著書　以下、シリーズに「京急」「東京メトロ」「東急」「近鉄」がある。
- 『京急とファン大研究読本 赤い電車に魅せられて』（著者:久野知美、監修:南田裕介）（2019年11月5日、カンゼン）ISBN 9784862555236
- 『東京メトロとファン大研究読本 一度地下に潜ると、抜け出せません！』（著者:久野知美、監修:南田裕介）（2021年3月12日、カンゼン）ISBN 9784862555878
- 『東急電鉄とファン 大研究読本 進化し続ける銀色電車』（著者:久野知美、監修:南田裕介）（2022年8月2日、カンゼン）ISBN 9784862556585
- 『近鉄とファン大研究読本 私たち、ついに関西に乗り入れました』（著者:久野知美、監修:南田裕介 福原稔浩）（2023年12月18日、カンゼン）ISBN 9784862556929

### 漫画
- 鉄子の旅（小学館） - 第34、35旅に登場、コミックス収録は第5巻。ほかに読み切り２、４旅にも登場。コミックス収録はプラス。

## DVD
- 芸能界鉄道研究会 鉄研 完全版 中川家・三根孝彦・木村裕子・立川真司・南田裕介（2009年10月14日、よしもとアール・アンド・シー YRBY90156）
- 芸能界鉄道研究会 鉄研 濃縮版 中川家・三根孝彦・木村裕子・立川真司・南田裕介（2010年8月18日、よしもとアール・アンド・シー YRBY90270）
- 鉄道6賢人イチ押し最強路線あいのり旅 ひたちなか海浜鉄道編 2枚組BOX 横見浩彦・中井精也・野月貴弘・梅原淳・オオゼキタク・南田裕介・鈴木おさむ（2010年12月15日、ホリプロ/ポニーキャニオン PCBE53511）
- 「鉄道発見伝 鉄兄ちゃん藤田大介アナが行く！」ベストセレクションVol.1 藤田大介・南田裕介・田中匡史（2018年3月21日、バップ VPXF71520）